# Patrick Claeys
 (juin 2019).
Si vous disposez d'ouvrages ou d'articles de référence ou si vous connaissez des sites web de qualité traitant du thème abordé ici, merci de compléter l'article en donnant les références utiles à sa vérifiabilité et en les liant à la section « Notes et références ».
Né le 14 juillet 1955, Patrick Claeys était dessinateur de bandes dessinées dans Circus, OVNI avec Jean-Claude Bourret, et d'affiches de films (Les Ripoux, Pinot simple flic, La vengeance du serpent à plumes, La Galette du roi, etc...)

## Biographie
Directeur de création en agence de publicité à Paris pendant de nombreuses années, il est aussi créateur graphique d'une des premières série animée française, Les Mondes engloutis, puis storyboarder sur plus d'une trentaine de séries animées (S.O.S bout du monde, les enfants de Toromiro de Bruno Desraisses, Jim Bouton, S.O.S Crocos, les Kangoos de Thibaut Chatel, Marsupilami, Spirou, etc.).
À partir de 1996, il devient réalisateur de dessins animés : Aventures dans un tableau (96), Quat' Zieux (2002, production France 3, Pictor Média), Loulou de Montmartre dans lequel il prête sa voix à Dédé le Borgne (2008, production France 3, Pictor Média) ainsi qu'un moyen métrage d'animation Mark Logan (2008).
En 2010, il écrit et réalise le court métrage Cryobenzinate de polonium. Il réalise également un clip pour le groupe La Berne du titre Je sens venir la crise (Jano Auméras).
Depuis 2001, il enseigne le story board et l'animation à l'Institut de Développement & d'Enseignement Multimédia (L'IDEM) dans les pyrénées orientales.